# حصان الفوتانكي
حصان الفوتانكي أو حصان الفوتا (بالفرنسية: Foutanké cheval) هو سلالة أحصنة أفريقية نشأت بدولة السنغال، وتنتمي لمجموعة حصان غرب أفريقيا البربري. لا يُعرف عنه إلا القليل جدًا، وهو ناتج عن التهجين بين سلالتين من الأحصنة البربرية وهي حصان الفلوف وحصان المبايار.

## التاريخ
حصان الفوتانكي أو الفوتا هو الاسم المحلي لهذه السلالة من الأحصنة، لكنه يعرف أيضا بٳسم «ناروكور». لا توجد وثائق مكتوبة تتعلق بتاريخ تربية الخيول في السنغال، لذاك فالمعلومات عن هذه السلالة قليلة. فالمعروف ان هذه السالة أتت نتيجة تهجين بين سلالتي الفلوف والمبايار. يصنفه مكتب الكومنولث الزراعي العالمي كسلالة من الأحصنة البربرية المندرجة ضمن مجموعة أحصنة غرب أفريقيا البربرية.
في عام 1947، نشر الباحث لارات دراسة عن الخيول في السنغال، استشهد فيها بثلاثة سلالات، وهي أحصنة الفوتانكي والكايور والمبايار. ويصف الفوتانكي بأنه محاولة لتحسين سلالة المبايار عن طريق التهجين من أجل زيادة حجمه، موضحًا أن النتائج ليست دائمًا سعيدة جدًا، فالكثير من الخيول الناتجة عن هذه الصلبان هزيلة وقصيرة. ووفقًا له، فإن أفضل أنواع الفوتانكي تتراوح بين 1.38 و 1.43 متر.
بعد الحرب العالمية الثانية، قُدر عدد الخيول في السنغال (جميع السلالات مجتمعة) بنحو 30000 رأس. ازداد العدد بشكل كبير في السنوات التالية، مع 216 ألف رأس في عام 1978، ثم 400 ألف رأس في عام 1996، وهو أكبر عدد من الخيول في غرب إفريقيا بالكامل.

## وصف
وفقًا لدليل ديلاشو، يبلغ قياس حصان الفوتانكي 1.35 مترًا إلى 1.50 مترًا عند الغارب. أعطت القياسات التي أجراها لارات في عام 1947 متوسط 1.41 مترًا، وتشير إلى أنه قريب جدًا من حصان الفلوف، ولكنه أكثر ضخامة من الأخير.
الألوان الأكثر شيوعًا عند هذه الأحصنة هي الرمادي والأليزان. ومن المعروف أن هذه الخيول مقاومة وقوية التحمل.
يعد حصان الفوتانكي أحد السلالات الأربعة للخيول المعترف بها في السنغال، لكن الاختلاط العديدة بين الخيول السنغالية يجعل فكرة السلالة النقية صعبة التطبيق.

## الٳستعمال
يتم استخدام هذه الخيول بشكل غير مبالٍ تحت للركوب وجر العربات، وكذلك في الأعمال الزراعية. لكن رغم ذلك يتم طلب بعض الأحصنة المميزة للسباقات.

أحصنة الفلوف تسبح بأحد أنهار السنغال